# Kościół św. Michała Archanioła w Grodkowie
Kościół św. Michała Archanioła – rzymskokatolicki kościół parafialny parafii św. Michała Archanioła w Grodkowie (kościół farny). Parafia należy do dekanatu Grodków w diecezji opolskiej. Do 1473 roku świątynia była pod wezwaniem Najświętszej Marii Panny.
28 sierpnia 1954 roku, do rejestru zabytków nieruchomych województwa opolskiego został wpisany
- kościół par. pw. św. Michała Archanioła, k. XIII, XV, XVII, nr rej.: 122/54 z 28.08.1954 (wypis z księgi rejestru).

## Historia i architektura
Wybudowany był w stylu wczesnogotyckim, wzmiankowany już w 1282 roku, obecne prezbiterium z XIII W., w 1449 r. został spalony podczas pożaru, a następnie odbudowany, dobudowano wówczas korpus i wieżę. Wiek XV i XVI służyły rozbudowie kościoła (kaplice i kruchty). W tedy też zmianie uległo ukształtowanie przestrzenne korpusu naw przekształcając go z hali na bazylikę, według założeń architektonicznych szkoły wrocławskiej, natomiast niskie prostokątne prezbiterium podniesiono do wysokości nawy głównej nie rozbierając wczesnogotyckiego sklepienia pozostawiając nad nim piętrową nie wykończoną nadbudowę.  Wojna trzydziestoletnia nie oszczędziła go – został ponownie spalony. Następnie przed rokiem 1671 był odnowiony staraniem biskupa Sebastiana Rostocka. W 1893 roku nastąpiła częściowa regotyzacja kościoła. W obecnej postaci jest to świątynia orientowana trójnawowa w układzie bazylikowym z rzędem kaplic wydłużonym prezbiterium, od zachodu kwadratowa wieża z krenelażami  opięta lizenami, zwieńczona ostrosłupową iglicą, wysokości 70 metrów.

## Wnętrze i wyposażenie
Kościół ma wczesnogotyckie prezbiterium o układzie wendyjskim słowiańskim pochodzące z XIII wieku sklepione krzyżowo-żebrowo. Pozostała część kościoła ma układ polski, sklepienia nawy głównej i naw bocznych kolebkowe z dodanymi w 1671 lunetami, uzupełnione w latach 1892–1893 żebrowaniem. Zachowane liczne detale gotyckie m.in. portal zakrystii z XIII w, sakramentarium, fryz arkadowy na murze zewnętrznym, laskowania okien. Przy prezbiterium znajduje się zakrystia z przełomu XV–XVI wieku. Ołtarz główny w stylu późnego baroku ufundowany został w 1729 roku przez księdza Henryka Schmidta, a wykonany przez rzeźbiarza Michała Kosslera z Niemodlina i malarza Melchiora Franciszka Ansi. W nawie północnej (kaplica druga od wschodu) renesansowy tryptyk z ok. 1600 z płaskorzeźbą przedstawiającą scenę Adoracji w polu środkowym, Zwiastowania i Pokłonu Trzech Króli oraz Nawiedzenia i Obrzezania w polach bocznych. Na rewersie sceny z Pasji.  Ponadto w kościele znajdują się:
- barokowa chrzcielnica marmurowa,
- barokowy prospekt organowy, stalle, konfesjonał, sprzęt liturgiczny i dzwon, który był przelany w 1833 roku i umieszczony nad prezbiterium.
- obrazy manierystyczne i barokowe,
- późnorenesansowe nagrobki rycerskie i barokowe epitafia szlacheckie i mieszczańskie[3].

Obecne wyposażenie manierystyczno-barokowe.

## Galeria

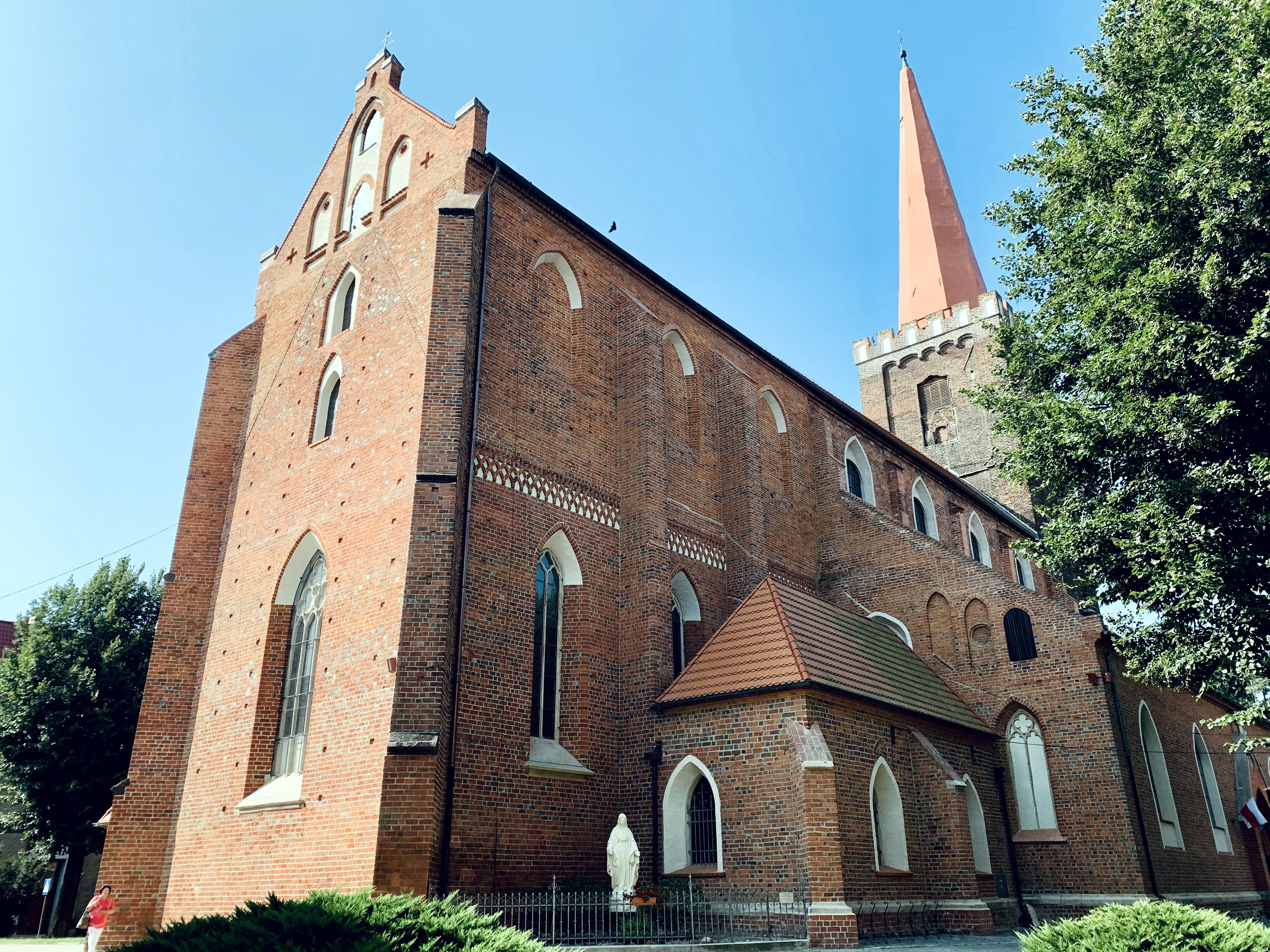
Kościół
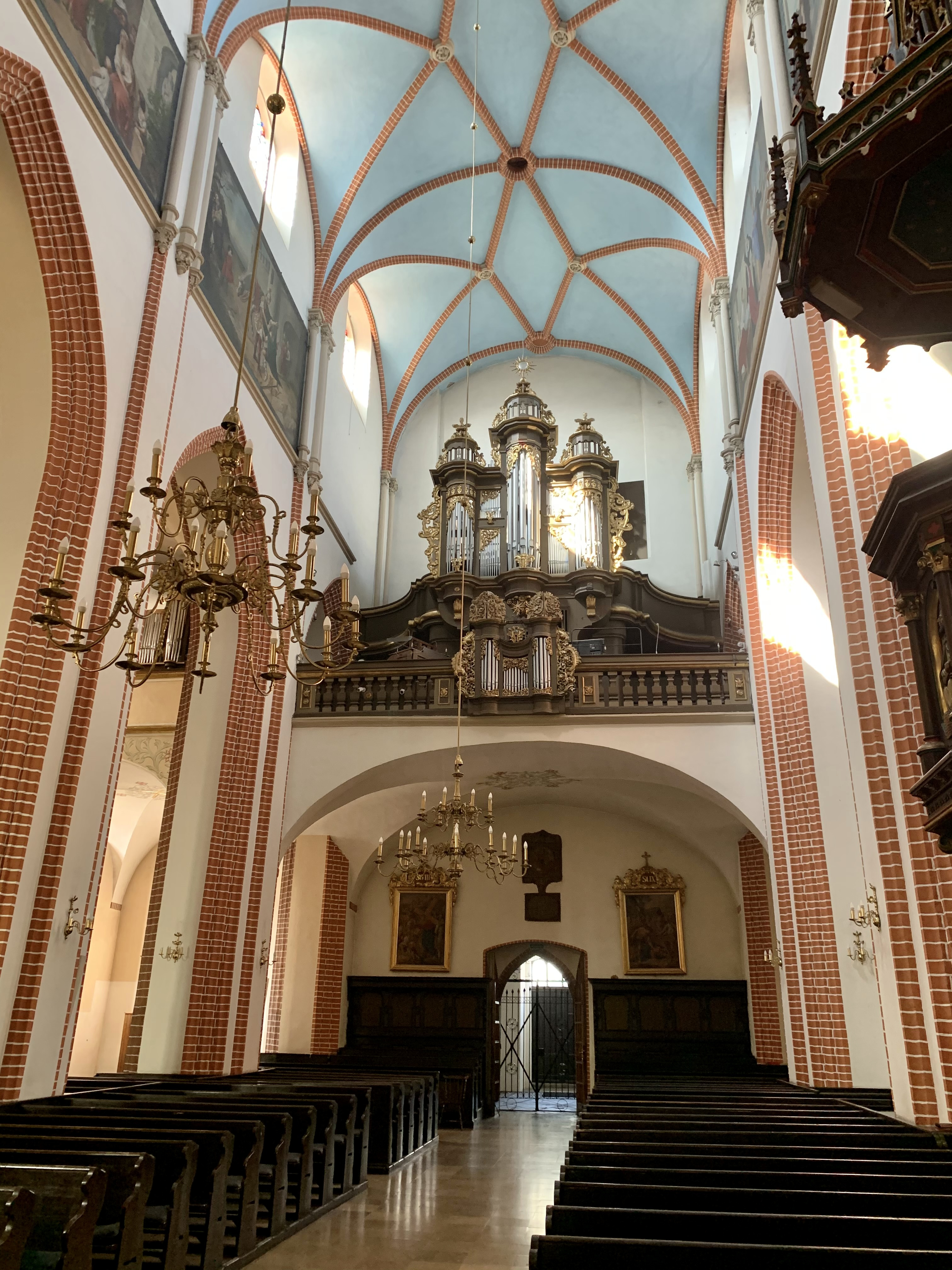
Widok na chór
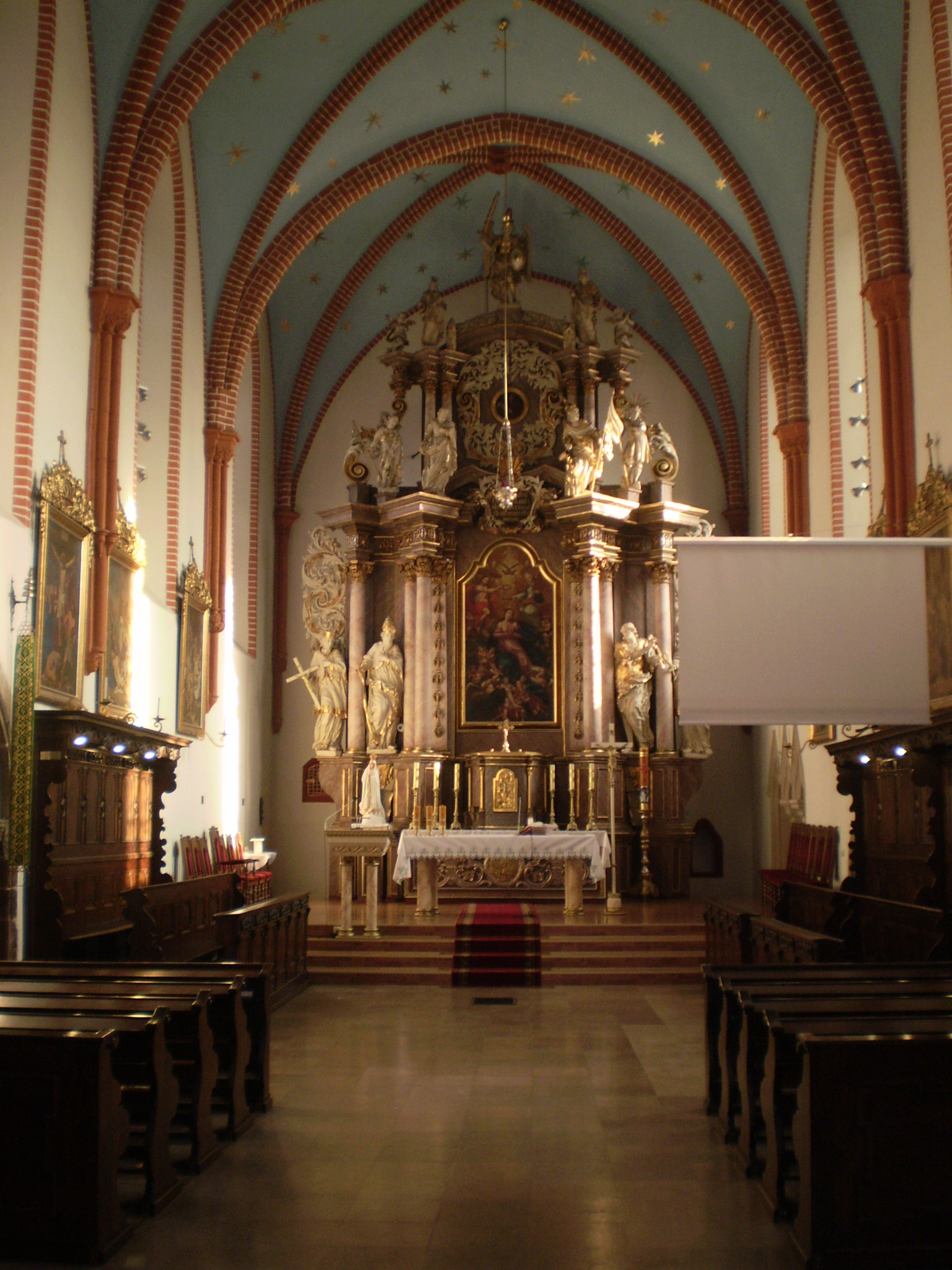
Nawa kościoła
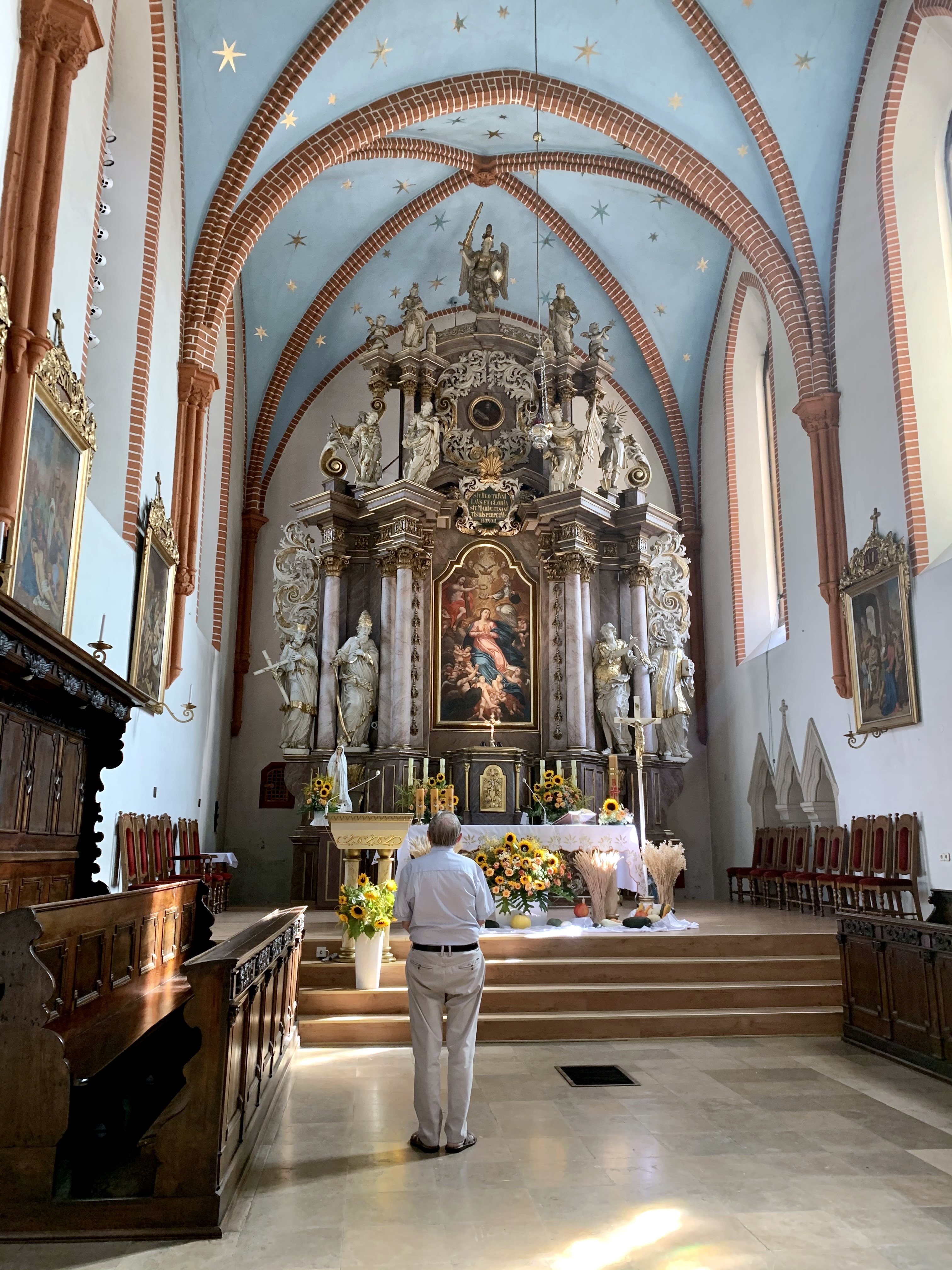
Prezbiterium
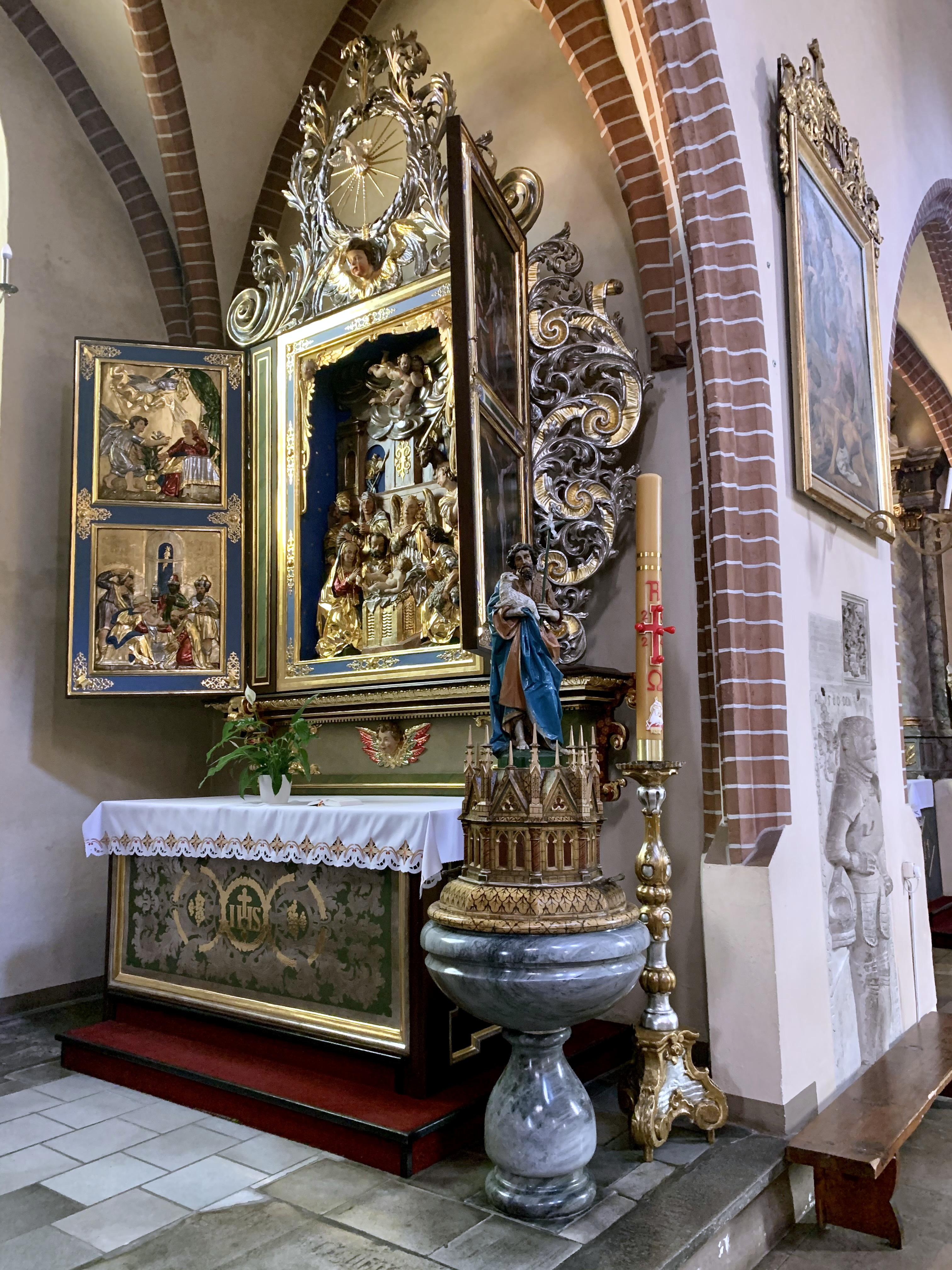
Boczny ołtarz
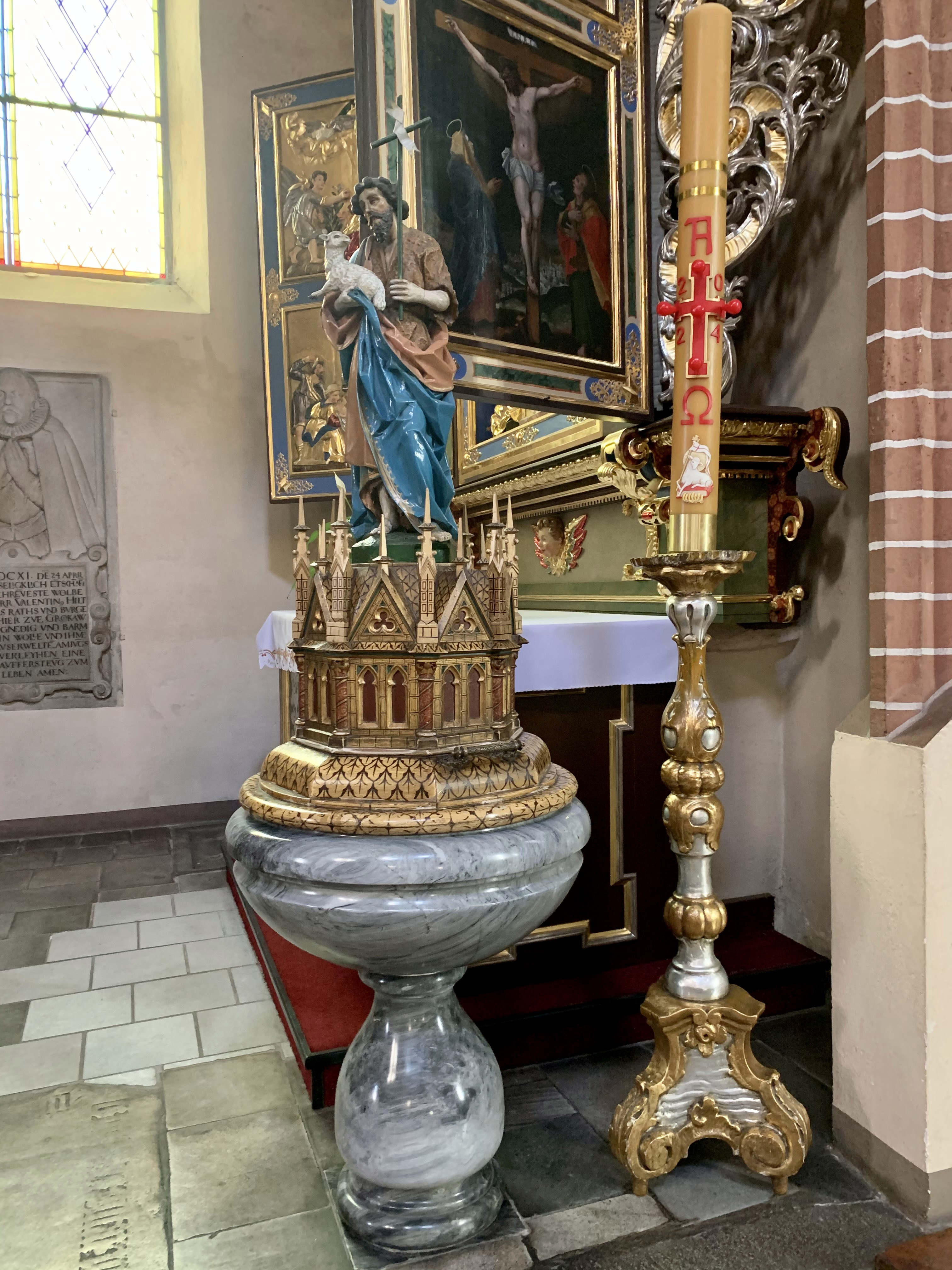
Chrzcielnica